# AFC Challenge League
AFC Challenge League, mellan 2005 och 2014 var turneringen känd som AFC President's Cup, är den tredje högsta fotbollsturneringen för klubblag i Asien, under Champions League Elite och Champions League Two
Turneringen har arrangerats varje år sedan den startades år 2005. Från början var 8 lag med i turneringen, vilket successivt har ökat till att idag innefatta 12 lag. Från början bestod cupen av lag från 8 länder: Bhutan, Kambodja, Kirgizistan, Nepal, Pakistan, Sri Lanka, Tadzjikistan och Taiwan. I tävlingens upplaga år 2008 bjöds även klubbar Bangladesh, Myanmar och Turkmenistan in i tävlingen. År 2011 bjöds klubbar från Palestinska myndigheten in till tävlan. Generellt är klubbarna som tävlar i cupen regerande ligamästare i sitt land. Övriga länder som kan skicka in en klubb till cupen, men som ännu inte gjort detta är: Afghanistan, Brunei, Filippinerna, Guam, Laos, Macao, Mongoliet, Nordkorea och Östtimor. AFC President's Cup år 2011 och 2012 innefattade 12 lag indelade i tre grupper om fyra lag. De två bästa lagen från varje grupp kvalificerade sig till de tre lagfinalerna.
Från och med år 2011 och framåt kunde klubbar från Palestinska myndigheten skicka en klubb till cupen.

## Finaler
| # | Datum/Säsong | Mästare | Resultat | Finalist | Spelplats |  |
|   |              |         |          |          |           |  |
|   |              |         |          |          |           |  |
|   |              |         |          |          |           |  |

| 1              | 14 maj 2005    | Regar-Tadaz                                                      | 3 – 0   | Dordoj-Dynamo | Dashrath Stadium                                                 |                                                                  |
| 19:00 UTC+5:45 | 19:00 UTC+5:45 | Nizom Rakhimov 7′ Odil Irgashev 70′ (str.) Khurshed Mahmudov 72′ | (1 – 0) |               | Katmandu, Nepal Publik: 8 000 Domare: Chaiwat Kunsuta (Thailand) | Katmandu, Nepal Publik: 8 000 Domare: Chaiwat Kunsuta (Thailand) |
| 19:00 UTC+5:45 | 19:00 UTC+5:45 |                                                                  |         |               | Katmandu, Nepal Publik: 8 000 Domare: Chaiwat Kunsuta (Thailand) | Katmandu, Nepal Publik: 8 000 Domare: Chaiwat Kunsuta (Thailand) |
| 19:00 UTC+5:45 | 19:00 UTC+5:45 |                                                                  |         |               | Katmandu, Nepal Publik: 8 000 Domare: Chaiwat Kunsuta (Thailand) | Katmandu, Nepal Publik: 8 000 Domare: Chaiwat Kunsuta (Thailand) |

| 2           | 21 maj 2006 | Dordoj-Dynamo          | 0000 2 – 1 (e.fl.) | Vachsj               | Sarawak Stadium                                         |                                                         |
| 20:00 UTC+8 | 20:00 UTC+8 | Ildar Amirov 36′, 102′ | (1 – 0)            | 52′ Sohib Savankulov | Kuching, Malaysia Publik: 500 Domare: Sun Baojie (Kina) | Kuching, Malaysia Publik: 500 Domare: Sun Baojie (Kina) |
| 20:00 UTC+8 | 20:00 UTC+8 |                        |                    |                      | Kuching, Malaysia Publik: 500 Domare: Sun Baojie (Kina) | Kuching, Malaysia Publik: 500 Domare: Sun Baojie (Kina) |
| 20:00 UTC+8 | 20:00 UTC+8 |                        |                    |                      | Kuching, Malaysia Publik: 500 Domare: Sun Baojie (Kina) | Kuching, Malaysia Publik: 500 Domare: Sun Baojie (Kina) |

| 3           | 30 september 2007 | Dordoj-Dynamo                                 | 2 – 1   | Mahendra Police Club     | Punjab Stadium                                            |                                                           |
| 19:30 UTC+5 | 19:30 UTC+5       | Azamat Ishenbaev 8′ (str.) Roman Kornilov 74′ | (1 – 0) | 90+2′ (str.) Ju Manu Rai | Lahore, Pakistan Publik: 2 000 Domare: Kadhum Auda (Irak) | Lahore, Pakistan Publik: 2 000 Domare: Kadhum Auda (Irak) |
| 19:30 UTC+5 | 19:30 UTC+5       |                                               |         |                          | Lahore, Pakistan Publik: 2 000 Domare: Kadhum Auda (Irak) | Lahore, Pakistan Publik: 2 000 Domare: Kadhum Auda (Irak) |
| 19:30 UTC+5 | 19:30 UTC+5       |                                               |         |                          | Lahore, Pakistan Publik: 2 000 Domare: Kadhum Auda (Irak) | Lahore, Pakistan Publik: 2 000 Domare: Kadhum Auda (Irak) |

| 4           | 21 september 2008 | Regar-Tadaz                 | 0000 1 – 1 (e.fl.) | Dordoj-Dynamo    | Spartak Stadium                                                |                                                                |
| 16:30 UTC+6 | 16:30 UTC+6       | Davrondzhon Tukhtasunov 53′ | (0 – 1) Rapport    | 33′ David Tetteh | Bisjkek, Kirgizistan Publik: 10 000 Domare: Kadhum Auda (Irak) | Bisjkek, Kirgizistan Publik: 10 000 Domare: Kadhum Auda (Irak) |
| 16:30 UTC+6 | 16:30 UTC+6       |                             |                    |                  | Bisjkek, Kirgizistan Publik: 10 000 Domare: Kadhum Auda (Irak) | Bisjkek, Kirgizistan Publik: 10 000 Domare: Kadhum Auda (Irak) |
| 16:30 UTC+6 | 16:30 UTC+6       | Straffsparksläggning 4 – 3  |                    |                  | Bisjkek, Kirgizistan Publik: 10 000 Domare: Kadhum Auda (Irak) | Bisjkek, Kirgizistan Publik: 10 000 Domare: Kadhum Auda (Irak) |

| 5           | 27 september 2009 | Regar-Tadaz                              | 2 – 0           | Dordoj-Dynamo | Metallurg Stadium                                                      |                                                                        |
| 15:00 UTC+5 | 15:00 UTC+5       | Ibrahim Rabimov 7′ Khurshed Mahmudov 55′ | (1 – 0) Rapport |               | Tursunzoda, Tadzjikistan Publik: 10 000 Domare: Alireza Faghani (Irak) | Tursunzoda, Tadzjikistan Publik: 10 000 Domare: Alireza Faghani (Irak) |
| 15:00 UTC+5 | 15:00 UTC+5       |                                          |                 |               | Tursunzoda, Tadzjikistan Publik: 10 000 Domare: Alireza Faghani (Irak) | Tursunzoda, Tadzjikistan Publik: 10 000 Domare: Alireza Faghani (Irak) |
| 15:00 UTC+5 | 15:00 UTC+5       |                                          |                 |               | Tursunzoda, Tadzjikistan Publik: 10 000 Domare: Alireza Faghani (Irak) | Tursunzoda, Tadzjikistan Publik: 10 000 Domare: Alireza Faghani (Irak) |

| 6              | 26 september 2010 | Yadanarbon       | 0000 1 – 0 (e.fl.) | Dordoj-Dynamo | Thuwunna Stadium                                                       |                                                                        |
| 15:30 UTC+6:30 | 15:30 UTC+6:30    | Lassina Kone 98′ | (0 – 0) Rapport    |               | Yangon, Burma Publik: 23 720 Domare: Subkhiddin Mohd Salleh (Malaysia) | Yangon, Burma Publik: 23 720 Domare: Subkhiddin Mohd Salleh (Malaysia) |
| 15:30 UTC+6:30 | 15:30 UTC+6:30    |                  |                    |               | Yangon, Burma Publik: 23 720 Domare: Subkhiddin Mohd Salleh (Malaysia) | Yangon, Burma Publik: 23 720 Domare: Subkhiddin Mohd Salleh (Malaysia) |
| 15:30 UTC+6:30 | 15:30 UTC+6:30    |                  |                    |               | Yangon, Burma Publik: 23 720 Domare: Subkhiddin Mohd Salleh (Malaysia) | Yangon, Burma Publik: 23 720 Domare: Subkhiddin Mohd Salleh (Malaysia) |

| 7           | 25 september 2011 | Taiwan Power Company                   | 3 – 2   | Phnom Penh Crown                       | Kaohsiung National Stadium                                            |                                                                       |
| 19:00 UTC+8 | 19:00 UTC+8       | Ho Ming-tsan 2′, 47′ Chen Po-liang 67′ | (1 – 1) | 34′ Kingsley Njoku 82′ Sun Sovannrithy | Kaohsiung, Taiwan Publik: 3 238 Domare: Marai Al Awaji (Saudiarabien) | Kaohsiung, Taiwan Publik: 3 238 Domare: Marai Al Awaji (Saudiarabien) |
| 19:00 UTC+8 | 19:00 UTC+8       |                                        |         |                                        | Kaohsiung, Taiwan Publik: 3 238 Domare: Marai Al Awaji (Saudiarabien) | Kaohsiung, Taiwan Publik: 3 238 Domare: Marai Al Awaji (Saudiarabien) |
| 19:00 UTC+8 | 19:00 UTC+8       |                                        |         |                                        | Kaohsiung, Taiwan Publik: 3 238 Domare: Marai Al Awaji (Saudiarabien) | Kaohsiung, Taiwan Publik: 3 238 Domare: Marai Al Awaji (Saudiarabien) |

| 8           | 30 september 2012 | Istiqlol                               | 2 – 1           | Markaz Shabab Al-Am'ari | Central Republican Stadium                                                    |                                                                               |
| 19:00 UTC+5 | 19:00 UTC+5       | Davron Ergashev 69′ Dilshod Vasiev 78′ | (0 – 1) Rapport | 21′ Ahmed Keshkesh      | Dusjanbe, Tadzjikistan Publik: 19 323 Domare: Fahad Al-Mirdasi (Saudiarabien) | Dusjanbe, Tadzjikistan Publik: 19 323 Domare: Fahad Al-Mirdasi (Saudiarabien) |
| 19:00 UTC+5 | 19:00 UTC+5       |                                        |                 |                         | Dusjanbe, Tadzjikistan Publik: 19 323 Domare: Fahad Al-Mirdasi (Saudiarabien) | Dusjanbe, Tadzjikistan Publik: 19 323 Domare: Fahad Al-Mirdasi (Saudiarabien) |
| 19:00 UTC+5 | 19:00 UTC+5       |                                        |                 |                         | Dusjanbe, Tadzjikistan Publik: 19 323 Domare: Fahad Al-Mirdasi (Saudiarabien) | Dusjanbe, Tadzjikistan Publik: 19 323 Domare: Fahad Al-Mirdasi (Saudiarabien) |

| 9           | 29 september 2013 | Balkan           | 1 – 0           | KRL | Hang Jebat Stadium                                                             |                                                                                |
| 19:45 UTC+8 | 19:45 UTC+8       | Amir Gurbani 87′ | (0 – 0) Rapport |     | Krubong, Malaysia Publik: 578 Domare: Ammar Al-Jeneibi (Förenade arabemiraten) | Krubong, Malaysia Publik: 578 Domare: Ammar Al-Jeneibi (Förenade arabemiraten) |
| 19:45 UTC+8 | 19:45 UTC+8       |                  |                 |     | Krubong, Malaysia Publik: 578 Domare: Ammar Al-Jeneibi (Förenade arabemiraten) | Krubong, Malaysia Publik: 578 Domare: Ammar Al-Jeneibi (Förenade arabemiraten) |
| 19:45 UTC+8 | 19:45 UTC+8       |                  |                 |     | Krubong, Malaysia Publik: 578 Domare: Ammar Al-Jeneibi (Förenade arabemiraten) | Krubong, Malaysia Publik: 578 Domare: Ammar Al-Jeneibi (Förenade arabemiraten) |

| 10          | 26 september 2014 | HTTU Aşgabat                                 | 2 – 1   | Rimyongsu         | Sugathadasa Stadium                                                |                                                                    |
| 16:00 UTC+8 | 16:00 UTC+8       | Akmyrat Jumanazarow 37′ Süleýman Muhadow 55′ | (1 – 0) | 87′ Ri Kwang-hyok | Colombo, Sri Lanka Publik: 200 Domare: Jarred Gillett (Australien) | Colombo, Sri Lanka Publik: 200 Domare: Jarred Gillett (Australien) |
| 16:00 UTC+8 | 16:00 UTC+8       |                                              |         |                   | Colombo, Sri Lanka Publik: 200 Domare: Jarred Gillett (Australien) | Colombo, Sri Lanka Publik: 200 Domare: Jarred Gillett (Australien) |
| 16:00 UTC+8 | 16:00 UTC+8       |                                              |         |                   | Colombo, Sri Lanka Publik: 200 Domare: Jarred Gillett (Australien) | Colombo, Sri Lanka Publik: 200 Domare: Jarred Gillett (Australien) |

| 11    | 10 maj 2025 | ? | – | ? |  |  |
| UTC+8 |             |   |   |   |  |  |
|       |             |   |   |   |  |  |
|       |             |   |   |   |  |  |